# 恩斯特·维特斯基
恩斯特·维特斯基（英語：Ernst Witebsky，或称为欧内斯特·维特斯基，1901年9月3日—1969年12月7日）是一位德裔美籍免疫学家，1935年受纳粹迫害移民美国。他最主要贡献是与其学生诺埃尔·罗斯共同建立了判断自身免疫的“维特斯基法则”（"Witebsky's postulates"）。